# King's Cup
La King's Cup (en español: Copa del Rey) es una competición internacional de fútbol organizada en Tailandia por la Federación de Fútbol de Tailandia. El torneo se ha celebrado anualmente desde 1968 con la excepción de 1983, 1985, 2008, 2011, 2014, 2020 y 2021. La competencia es en honor al Rey de Tailandia.
En los últimos años, la competencia ha invitado a países de todo el mundo, como  la selección brasileña sub-20, Rumania o Irak.

## Palmarés
| Año       | Campeón                      | Final Resultado       | Subcampeón                     | Tercer lugar                        | Resultado             | Cuarto lugar                 |
| --------- | ---------------------------- | --------------------- | ------------------------------ | ----------------------------------- | --------------------- | ---------------------------- |
| 1968      | Indonesia                    | 1–0                   | Burma                          | Tailandia                           | 6–0                   | Malasia                      |
| 1969      | Corea del Sur                | 1–0                   | Indonesia                      | Vietnam del Sur                     | 7–0                   | Laos                         |
| 1970      | Corea del Sur                | 1–0                   | Tailandia                      | Malasia                             | 3–1                   | Indonesia                    |
| 1971      | Corea del Sur                | 1–0                   | Tailandia                      | Vietnam del Sur                     | 3–2                   | Indonesia                    |
| Año       | Campeón                      | Final Resultado       | Subcampeón                     | Tercer lugar compartido             | Resultado             | Tercer lugar compartido      |
| 1972      | Malasia                      | 1–0                   | Tailandia                      | Corea del Sur                       | 0–0                   | Singapur                     |
| Año       | Campeón                      | Final Resultado       | Subcampeón                     | Tercer lugar                        | Resultado             | Cuarto lugar                 |
| 1973      | Corea del Sur                | 2–1                   | Malasia                        | Tailandia                           | 1–0                   | Burma                        |
| 1974      | Corea del Sur                | 3–1 (pró.)            | Tailandia                      | Malasia                             | 3–0                   | República Khmer              |
| 1975      | Corea del Sur                | 1–0                   | Burma                          | Tailandia                           | Liga                  | Malasia                      |
| Año       | Campeón (título compartido)  | Final Resultado       | Campeón (título compartido)    | Tercer lugar                        | Resultado             | Cuarto lugar                 |
| 1976      | Tailandia                    | 1–1                   | Malasia                        | Corea del Sur                       | 3–1                   | Tailandia B                  |
| 1977      | Corea del Sur B              | 1–1                   | Malasia                        | Indonesia                           | Liga                  | Tailandia                    |
| Año       | Campeón                      | Final Resultado       | Subcampeón                     | Tercer lugar                        | Resultado             | Cuarto lugar                 |
| 1978      | Malasia                      | 3–2                   | Singapur                       | Corea del Sur B                     | 2–1                   | Tailandia                    |
| Año       | Campeón                      | Final Resultado       | Subcampeón                     | Tercer lugar compartido             | Resultado             | Tercer lugar compartido      |
| 1979      | Tailandia                    | 1–0                   | Corea del Sur B                | Tailandia B                         | 2–2                   | Singapur                     |
| Año       | Campeón (título compartido)  | Final Resultado       | Campeón (título compartido)    | Tercer lugar compartido             | Resultado             | Tercer lugar compartido      |
| 1980      | Tailandia                    | 0–0                   | Fuerzas Armadas Surcoreana     | China                               | 2–2                   | Tailandia B                  |
| Año       | Campeón                      | Final Resultado       | Subcampeón                     | Tercer lugar                        | Resultado             | Cuarto lugar                 |
| 1981      | Tailandia                    | 2–1 (pró.)            | Ejército Popular de Corea      | Polonia Varsovia                    | 2–0                   | August 1                     |
| 1982      | Tailandia                    | 0–0 (pró.) (4–3 pen.) | Corea del Sur                  | Tailandia B                         | 2–2 (3−2 pen.)        | Singapur                     |
| 1983      | No se disputó                | No se disputó         | No se disputó                  | No se disputó                       | No se disputó         | No se disputó                |
| 1984      | Tailandia                    | 3–0                   | Indonesia                      | Western Australia                   | 1–0                   | Liverpool Amateur            |
| 1985      | No se disputó                | No se disputó         | No se disputó                  | No se disputó                       | No se disputó         | No se disputó                |
| 1986      | Corea del Norte              | 2–1                   | AGF Aarhus                     | Tailandia                           | 1–0                   | August 1                     |
| 1987      | Corea del Norte              | 1–0                   | POSCO Atoms                    | Tailandia                           | 3–2                   | Indonesia                    |
| 1988      | Equipo Olímpico de Dinamarca | 1–0                   | FC Swarovski Tirol             | Tailandia                           | 4–2                   | URSS XI                      |
| 1989      | Tailandia                    | 3–1                   | SC Rotor Volgograd             | Lucky-Goldstar FC                   | 2–1                   | China                        |
| 1990      | Tailandia                    | 2–1 (pró.)            | SC Rotor Volgograd             | Yukong Elephants                    | 5–4 (pen.)            | Shanghai                     |
| 1991      | Equipo Olímpico de China     | 3–1                   | SC Rotor Volgograd             | Tailandia                           | 5–4 (pen.)            | Equipo Olímpico de Tailandia |
| 1992      | Tailandia                    | 2–0                   | FC Berlin                      | Tailandia B                         | 1–0                   | Tianjin                      |
| 1993      | China                        | 4–0                   | Tailandia                      | XI semiprofesional de Corea del Sur | 6–5 (pen.)            | Equipo Olímpico de Tailandia |
| 1994      | Tailandia B                  | 4–0                   | Westfalia Amateurs             | SC Rotor Volgograd                  | 5–3 (pen.)            | Tailandia                    |
| Año       | Campeón                      | Final Resultado       | Subcampeón                     | Tercer lugar compartido             | Resultado             | Tercer lugar compartido      |
| 1995      | SC Rotor Volgograd           | 3–0                   | Japón XI                       | Tailandia                           | Liga                  | Tailandia B                  |
| Año       | Campeón                      | Final Resultado       | Subcampeón                     | Tercer lugar                        | Resultado             | Cuarto lugar                 |
| 1996      | Rumanía                      | 2–1                   | Dinamarca                      | Tailandia                           | 5–2                   | Finlandia                    |
| 1997      | Suecia (ligas escandinavas)  | 2–0                   | Tailandia                      | Japón XI                            | 3–1                   | Rumanía                      |
| 1998      | Corea del Sur                | 6–5 (pen.)            | Egipto                         | Dinamarca B                         | 3–0                   | Tailandia                    |
| 1999      | Brasil sub-20                | 7–1                   | Corea del Norte                | Tailandia                           | 3–1                   | Liga Húngara XI              |
| 2000      | Tailandia                    | 5–1                   | Finlandia                      | Brasil sub-17                       | 1–0                   | Estonia                      |
| 2001      | Suecia (ligas escandinavas)  | 3–0                   | China                          | Tailandia                           | 2–0                   | Catar                        |
| 2002      | Corea del Norte              | 0–0 (pró.) (4–3 pen.) | Tailandia                      | Catar                               | 2–0                   | Singapur                     |
| 2003      | Suecia (ligas escandinavas)  | 4–0                   | Corea del Norte                | Tailandia                           | 3–1                   | Catar                        |
| 2004      | Eslovaquia                   | 1–1 (pró.) (5–4 pen.) | Tailandia                      | Hungría                             | 5–0                   | Estonia                      |
| 2005      | Letonia                      | 2–1                   | Corea del Norte                | Tailandia                           | Liga                  | Omán                         |
| 2006      | Tailandia                    | 3–1                   | Vietnam                        | Kazajistán                          | Liga                  | Singapur                     |
| 2007      | Tailandia                    | 1–0                   | Irak B                         | Corea del Norte                     | Liga                  | Uzbekistán                   |
| 2008      | No se disputó                | No se disputó         | No se disputó                  | No se disputó                       | No se disputó         | No se disputó                |
| 2009      | Liga de Dinamarca XI         | 2–2 (pró.) (5–3 pen.) | Tailandia                      | Libano                              | 1–0                   | Corea del Norte              |
| 2010      | Dinamarca                    | Liga                  | Polonia                        | Tailandia                           | Liga                  | Singapur                     |
| 2011      | No se disputó                | No se disputó         | No se disputó                  | No se disputó                       | No se disputó         | No se disputó                |
| 2012      | Corea del Sur sub-23         | Liga                  | Liga de Dinamarca XI           | Noruega                             | Liga                  | Tailandia                    |
| Año       | Campeón                      | Final Resultado       | Subcampeón                     | Tercer lugar compartido             | Resultado             | Tercer lugar compartido      |
| 2013      | Suecia (ligas escandinavas)  | 3–0                   | Finlandia (ligas escandinavas) | Tailandia                           | 2–2                   | Corea del Norte              |
| Año       | Campeón                      | Final Resultado       | Subcampeón                     | Tercer lugar                        | Resultado             | Cuarto lugar                 |
| 2014      | No se disputó                | No se disputó         | No se disputó                  | No se disputó                       | No se disputó         | No se disputó                |
| 2015      | Corea del Sur sub-23         | Liga                  | Tailandia                      | Uzbekistán sub-23                   | Liga                  | Honduras sub-20              |
| 2016      | Tailandia                    | 2–0                   | Jordania                       | Siria                               | 1–0                   | Emiratos Árabes Unidos       |
| 2017      | Tailandia                    | 0–0 (pró.) (5–4 pen.) | Bielorrusia B                  | Burkina Faso                        | 3–3 (pró.) (7–6 pen.) | Corea del Norte              |
| 2018      | Eslovaquia                   | 3–2                   | Tailandia                      | Gabón                               | 1–0                   | Emiratos Árabes Unidos       |
| 2019      | Curazao                      | 1–1 (pró.) (5−4 pen.) | Vietnam                        | India                               | 1–0                   | Tailandia                    |
| 2020–2021 | No se disputó                | No se disputó         | No se disputó                  | No se disputó                       | No se disputó         | No se disputó                |
| 2022      | Tayikistán                   | 0–0 (3−0 pen.)        | Malasia                        | Tailandia                           | 2–1                   | Trinidad y Tobago            |
| 2023      | Irak                         | 2–2 (5−4 pen.)        | Tailandia                      | Líbano                              | 1–0                   | India                        |
| 2024      | Tailandia                    | 2–1                   | Siria                          | Filipinas                           | 3–0                   | Tayikistán                   |

## Títulos por equipo
| Equipo                              | Campeón                                                                                         | Subcampeón                                                                  | Tercer lugar                                                                                            | Cuarto lugar                           |
| ----------------------------------- | ----------------------------------------------------------------------------------------------- | --------------------------------------------------------------------------- | --- | -------------------------------------- |
| Tailandia                           | 15 (1976*, 1979, 1980*, 1981, 1982, 1984, 1989, 1990, 1992, 2000, 2006, 2007, 2016, 2017, 2024) | 12 (1970, 1971, 1972, 1974, 1993, 1997, 2002, 2004, 2009, 2015, 2018, 2023) | 16 (1968, 1973, 1975, 1986, 1987, 1988, 1991, 1995**, 1996, 1999, 2001, 2003, 2005, 2010, 2013**, 2022) | 6 (1977, 1978, 1994, 1998, 2012, 2019) |
| Corea del Sur                       | 7 (1969, 1970, 1971, 1973, 1974, 1975, 1998)                                                    | 1 (1982)                                                                    | 2 (1972**, 1976)                                                                                        |                                        |
| Malasia                             | 4 (1972, 1976*, 1977*, 1978)                                                                    | 2 (1973, 2022)                                                              | 2 (1970, 1974)                                                                                          | 2 (1968, 1975)                         |
| Suecia                              | 4 (1997, 2001, 2003, 2013)                                                                      |                                                                             | |                                        |
| Corea del Norte                     | 3 (1986, 1987, 2002)                                                                            | 3 (1999, 2003, 2005)                                                        | 2 (2007, 2013**)                                                                                        | 2 (2012, 2017)                         |
| Corea del Sur Sub-23                | 2 (2012, 2015)                                                                                  |                                                                             | |                                        |
| Eslovaquia                          | 2 (2004, 2018)                                                                                  |                                                                             | |                                        |
| FC Rotor Volgograd                  | 1 (1995)                                                                                        | 3 (1989, 1990, 1991)                                                        | 1 (1994)                                                                                                |                                        |
| Indonesia                           | 1 (1968)                                                                                        | 2 (1969, 1984)                                                              | | 3 (1970, 1971, 1987)                   |
| China                               | 1 (1993)                                                                                        | 1 (2001)                                                                    | 1 (1980**)                                                                                              | 1 (1989)                               |
| Corea del Sur B                     | 1 (1977*)                                                                                       | 1 (1979)                                                                    | 1 (1978)                                                                                                |                                        |
| Dinamarca                           | 1 (2010)                                                                                        | 1 (1996)                                                                    | 1 (1998) B                                                                                              |                                        |
| Liga de Dinamarca XI                | 1 (2009)                                                                                        | 1 (2012)                                                                    | |                                        |
| Tailandia B                         | 1 (1994)                                                                                        |                                                                             | 5 (1979**, 1980**, 1982, 1992, 1995**)                                                                  | 1 (1976)                               |
| Rumania                             | 1 (1996)                                                                                        |                                                                             | | 1 (1997)                               |
| Tayikistán                          | 1 (2022)                                                                                        |                                                                             | | 1 (2024)                               |
| Fuerzas Armadas Surcoreana          | 1 (1980)                                                                                        |                                                                             | |                                        |
| Equipo Olímpico de Dinamarca        | 1 (1988)                                                                                        |                                                                             | |                                        |
| Equipo Olímpico de China            | 1 (1991)                                                                                        |                                                                             | |                                        |
| Brasil Sub-20                       | 1 (1999)                                                                                        |                                                                             | |                                        |
| Letonia                             | 1 (2005)                                                                                        |                                                                             | |                                        |
| Curazao                             | 1 (2019)                                                                                        |                                                                             | |                                        |
| Irak                                | 1 (2023)                                                                                        |                                                                             | |                                        |
| Burma                               |                                                                                                 | 2 (1968, 1975)                                                              | | 1 (1973)                               |
| Finlandia                           |                                                                                                 | 2 (2000, 2013)                                                              | | 1 (1996)                               |
| Vietnam                             |                                                                                                 | 2 (2006, 2019)                                                              | |                                        |
| Singapur                            |                                                                                                 | 1 (1978)                                                                    | 2 (1972**, 1979**)                                                                                      | 3 (1982, 2002, 2010)                   |
| Japón XI                            |                                                                                                 | 1 (1995)                                                                    | 1 (1997)                                                                                                |                                        |
| Siria                               |                                                                                                 | 1 (2024)                                                                    | 1 (2016)                                                                                                |                                        |
| Ejército Popular de Corea           |                                                                                                 | 1 (1981)                                                                    | |                                        |
| AGF Aarhus                          |                                                                                                 | 1 (1986)                                                                    | |                                        |
| POSCO Atoms                         |                                                                                                 | 1 (1987)                                                                    | |                                        |
| FC Swarovski Tirol                  |                                                                                                 | 1 (1988)                                                                    | |                                        |
| FC Berlin                           |                                                                                                 | 1 (1992)                                                                    | |                                        |
| Westfalia Amateurs                  |                                                                                                 | 1 (1994)                                                                    | |                                        |
| Egipto                              |                                                                                                 | 1 (1998)                                                                    | |                                        |
| Irak B                              |                                                                                                 | 1 (2007)                                                                    | |                                        |
| Polonia                             |                                                                                                 | 1 (2010)                                                                    | |                                        |
| Jordania                            |                                                                                                 | 1 (2016)                                                                    | |                                        |
| Bielorrusia B                       |                                                                                                 | 1 (2017)                                                                    | |                                        |
| India                               |                                                                                                 |                                                                             | 2 (1977, 2019)                                                                                          | 1 (2023)                               |
| Vietnam del Sur                     |                                                                                                 |                                                                             | 2 (1969, 1971)                                                                                          |                                        |
| Líbano                              |                                                                                                 |                                                                             | 2 (2009, 2023)                                                                                          |                                        |
| Catar                               |                                                                                                 |                                                                             | 1 (2002)                                                                                                | 2 (2001, 2003)                         |
| Polonia Warszawa                    |                                                                                                 |                                                                             | 1 (1981)                                                                                                |                                        |
| Australia Occidental                |                                                                                                 |                                                                             | 1 (1984)                                                                                                |                                        |
| Lucky-Goldstar FC                   |                                                                                                 |                                                                             | 1 (1989)                                                                                                |                                        |
| Yukong Elephants                    |                                                                                                 |                                                                             | 1 (1990)                                                                                                |                                        |
| XI semiprofesional de Corea del Sur |                                                                                                 |                                                                             | 1 (1993)                                                                                                |                                        |
| Brasil Sub-17                       |                                                                                                 |                                                                             | 1 (2000)                                                                                                |                                        |
| Hungría                             |                                                                                                 |                                                                             | 1 (2004)                                                                                                |                                        |
| Kazajistán                          |                                                                                                 |                                                                             | 1 (2006)                                                                                                |                                        |
| Noruega                             |                                                                                                 |                                                                             | 1 (2012)                                                                                                |                                        |
| Uzbekistán sub-23                   |                                                                                                 |                                                                             | 1 (2015)                                                                                                |                                        |
| Burkina Faso                        |                                                                                                 |                                                                             | 1 (2017)                                                                                                |                                        |
| Gabón                               |                                                                                                 |                                                                             | 1 (2018)                                                                                                |                                        |
| Filipinas                           |                                                                                                 |                                                                             | 1 (2024)                                                                                                |                                        |
| August 1                            |                                                                                                 |                                                                             | | 2 (1981, 1986)                         |
| Equipo Olímpico de Tailandia        |                                                                                                 |                                                                             | | 2 (1991, 1993)                         |
| Estonia                             |                                                                                                 |                                                                             | | 2 (2000, 2004)                         |
| Emiratos Árabes Unidos              |                                                                                                 |                                                                             | | 2 (2016, 2018)                         |
| Laos                                |                                                                                                 |                                                                             | | 1 (1969)                               |
| República Khmer                     |                                                                                                 |                                                                             | | 1 (1974)                               |
| Liverpool Amateur                   |                                                                                                 |                                                                             | | 1 (1984)                               |
| Unión Soviética XI                  |                                                                                                 |                                                                             | | 1 (1988)                               |
| Shanghái Shenhua                    |                                                                                                 |                                                                             | | 1 (1990)                               |
| Tianjin                             |                                                                                                 |                                                                             | | 1 (1992)                               |
| Liga Húngara XI                     |                                                                                                 |                                                                             | | 1 (1999)                               |
| Omán                                |                                                                                                 |                                                                             | | 1 (2005)                               |
| Uzbekistán                          |                                                                                                 |                                                                             | | 1 (2007)                               |
| Honduras Sub-20                     |                                                                                                 |                                                                             | | 1 (2015)                               |
| Trinidad y Tobago                   |                                                                                                 |                                                                             | | 1 (2022)                               |

*/**: Título o lugar compartido.